# Liegi-Bastogne-Liegi 1911
La Liegi-Bastogne-Liegi 1911, sesta edizione della corsa, fu disputata il 12 giugno 1911 per un percorso di 234 km. Fu vinta dal belga Joseph van Daele, giunto al traguardo in 8h10'22" alla media di 28,630 km/h, precedendo i connazionali Armand Lenoir e Victor Kraenen. 
I corridori che portarono a termine la gara al traguardo di Liegi furono in totale 23.

## Ordine d'arrivo (Top 10)
| Pos. | Corridore        | Squadra | Tempo    |
| ---- | ---------------- | ------- | -------- |
| 1    | Joseph van Daele | -       | 8h10'22" |
| 2    | Armand Lenoir    | -       | a 30"    |
| 3    | Victor Kraenen   | -       | a 1'10"  |
| 4    | Auguste Benoît   | -       | s.t.     |
| 5    | Hubert Noel      | -       | s.t.     |
| 6    | Jean Rossius     | -       | a 1'30"  |
| 7    | Félicien Salmon  | -       | a 1'40"  |
| 8    | Jacques Coomans  | -       | s.t.     |
| 9    | Alfons Lauwers   | -       | s.t.     |
| 10   | Léon Scieur      | -       | s.t.     |